# Kulullû
Kulullû, inskrivet 𒄩𒇽𒍇𒇻, "Fish-Man", var ett forntida mesopotamiskt mytiskt monster som möjligen ärvt av Marduk från sin far Ea. I den senare assyriska mytologin förknippades han med kuliltu, "Fisk-kvinnan", och statyer av dem fanns tydligen i Nabû-templet i Nimrud, antika Kalhu, som hänvisas till i en samtida administrativ text.

## Rituella användningsområden
Han hade huvudet, armarna och bålen av en människa och underkroppen och svansen av en fisk och porträtterades i skulpturer som hittades i palats och på kudurrus. Med en bitumen utsmord lerfigur verkar han ha hittat ett speciellt syfte med att ge välstånd och gudomlig välvilja till människorna, eftersom hans ikon var inskriven som "ri-da hi-ṣib KUR-i er-ba taš-mu u ma-ga-ru", "kom ner i överflöd från berget, gå in i förbön och följsamhet".
Han förekommer i mesopotamisk ikonografi från den gamla babyloniska perioden och framåt. Inskriften Agum-Kakrime placerar hans apotropaiska ikon på porten till ká-su-lim-ma, Marduks kammare, och hans gudomliga gemål Zarpanītu. Han var en av de elva monstruösa växterna i Tiamat i skapelseberättelsen, Enuma Elish Han är en av demonerna som listas i tavlan VIII i Šurpus besvärjelseserie, ritualen för att motverka en förbannelse av okänt ursprung. Han medverkar också i en hymn till Marduk och gudarna i Esagila.
Hans skildring i assyriska reliefer är begränsad till en marin scen i Sargon II:s palats i Khorsabad, antika Dur-Šarru-kên, en liten relief vid Tell Halaf och på en prydnadsmässingsring som hittats vid Har Sena'im, en itureisk kultplats på södra sluttningarna av berget Hermon.